# Рандовка (річка)
Рандовка, канал Рандовка (біл. Рандоўка) — річка в Гомельському районі Гомельської області Білорусі, ліва притока річки Уза (басейн Дніпра). Довжина 19 км. Починається зі ставка на північно-західній околиці Гомеля, гирло на східній околиці села Прибор. Русло каналізоване.
На річці розташоване село Рандовка, селище Восток, агромістечко Мичуринська.